# Кубок Жоана Гампера
Кубок Жоана Гампера (кат. Trofeu Joan Gamper) — футбольный товарищеский турнир, ежегодно организуемый футбольным клубом «Барселона».
Считается одним из самых старых товарищеских турниров, проводимых ежегодно и в наше время.
Впервые был разыгран в 1966 году по инициативе президента «Барселоны» Энрике Льоде. Трофей был назван в честь легендарного президента-основателя «Барселоны» Жоана Гампера.
Турнир проводится на «Камп Ноу», стадионе-организаторе, в течение второй половины августа, с официальной презентацией штаба команды перед своими болельщиками.
За время розыгрыша турнир претерпел определённые изменения. До сезона 1996 года Кубок Гампера разыгрывался со стадиями четвертьфиналов, полуфиналов, финала и матчем за третье место. С 1997 года турнир был сведён к одному матчу в связи с насыщенностью графика предсезонной подготовки.
Сам трофей состоит из серебра (800 граммов в окружной части), 10 кг мрамора в основании и 5 микрон золота.

## Обладатели
| Команда                  | Титулы |
| Барселона                | 46     |
| Кёльн                    | 2      |
| Уйпешт                   | 1      |
| Боруссия (Мёнхенгладбах) | 1      |
| Интернасьонал            | 1      |
| Порту                    | 1      |
| Мехелен                  | 1      |
| Манчестер Сити           | 1      |
| Тенерифе                 | 1      |
| Валенсия                 | 1      |
| Ювентус                  | 1      |
| Сампдория                | 1      |
| Монако                   | 1      |